# بيتر بيروش

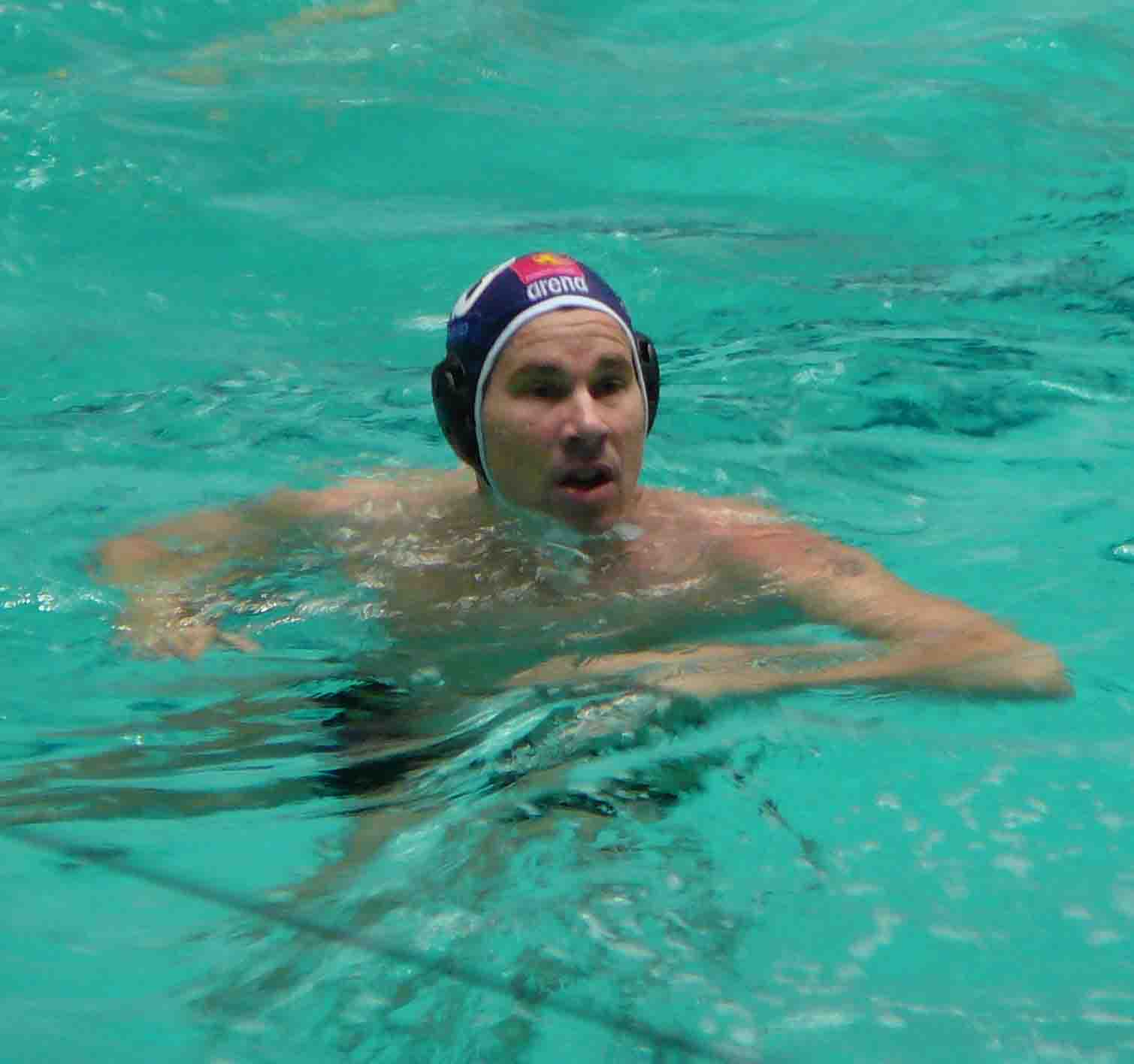
بيتر بيروش.

بيتر بيروش (Péter Biros) هو لاعب أولمبي لرياضة كرة الماء من المجر. شارك في الأولمبياد الصيفي في 2000–2008، وفاز بما مجموعه 3 ميداليات.

## الميداليات
| ذهب | فضة | برونز | المجموع |
| 3   | 0   | 0     | 3       |

## روابط خارجية
- بيتر بيروش على موقع الاتحاد الدولي للسباحة (الإنجليزية)
- بيتر بيروش على موقع الاتحاد المجري لكرة الماء (الهنغارية)
- بيتر بيروش على موقع قاعة مشاهير السباحة العالمية (الإنجليزية)
- بيتر بيروش على موقع اللجنة الأولمبية الدولية (الإنجليزية)
- بيتر بيروش على موقع أوليمبيديا (الإنجليزية)
- بيتر بيروش على موقع اللجنة الأولمبية المجرية (الهنغارية)